# اگلیش
اگلیش (به انگلیسی: Aglish) یک منطقهٔ مسکونی در ایرلند است که در شهرستان واترفورد واقع شده‌است.